# 埃斯科河畔努瓦耶勒
埃斯科河畔努瓦耶勒（法語：Noyelles-sur-Escaut，法語發音：[nwajɛl syʁ ɛsko]）是法国上法蘭西大區北部省的一个市镇，属于康布雷区。

## 地理
埃斯科河畔努瓦耶勒（50°8'18"N, 3°10'55"E）面积4.8 平方千米，位于法国上法蘭西大區北部省，该省份为法国最北部的省份及最长的省份，西北濒北海，西接加来海峡省，南至埃纳省和索姆省，东与比利时接壤。
与埃斯科河畔努瓦耶勒接壤的市镇（或旧市镇、城区）包括：普罗维尔、埃斯科河畔康坦、弗莱基耶尔、马尔宽。

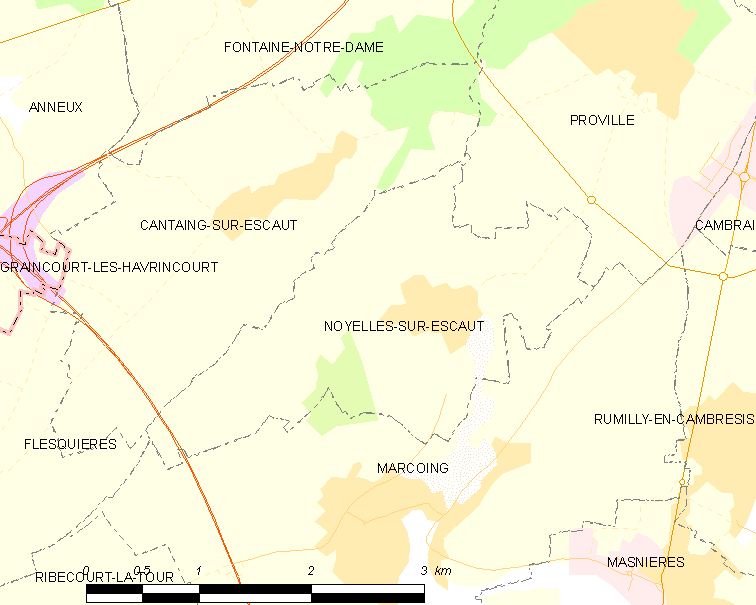
埃斯科河畔努瓦耶勒的OSM定位图

埃斯科河畔努瓦耶勒的时区为UTC+01:00、UTC+02:00（夏令时）。

## 行政
埃斯科河畔努瓦耶勒的邮政编码为59159，INSEE市镇编码为59438。

## 政治
埃斯科河畔努瓦耶勒所属的省级选区为勒卡托康布雷西县。

## 人口

1962-2008年间埃斯科河畔努瓦耶勒人口变化图示

埃斯科河畔努瓦耶勒于2022年1月1日时的人口数量为815人。